# 日本交通医学会
日本交通医学会（にほんこうつういがくかい、英語: Japanese Association Of Transportation Medicine）は、日本の学術研究団体の一つ。

## 概要
1914年7月10日設立。学術研究団体としての種別は単独学会である。臨床医学を学術研究領域とする。
設立当時の学会の目的の第一は災害医学の研究であり、これは1912年度の鉄道院における負傷者数が19,000人に達していたという状況がその背景にあった。第二は鉄道衛生の研究であり、特に設立当時に蔓延していた結核予防の研究であった。
国内においては日本医学会に加入している。

## 沿革
- 1914年 - 日本鉄道医協会設立。
- 1941年 - 日本鉄道医学会に改称。
- 1947年 - 日本交通医学会に改称。
- 1950年 - 日本交通災害医学会に改称。
- 1967年 - 日本交通医学会に改称。

## 刊行物

### 交通医学
- 誌名（和文）：交通医学
- 誌名（欧文）：THE JOURNAL OF TRANSPORTATION MEDICINE
- 創刊年：1947
- 資料種別：ジャーナル（査読付き論文を含む）
- 使用言語：日本語のみ
- 発行形態：印刷体
- 著作権帰属先：学会
- クリエイティブコモンズ：-
- 購読：有料